# Blastotrochus nutrix
Espèce
Statut CITES
Blastotrochus nutrix est une espèce de coraux appartenant à la famille des Flabellidae.